# Nhà thi đấu Azadi

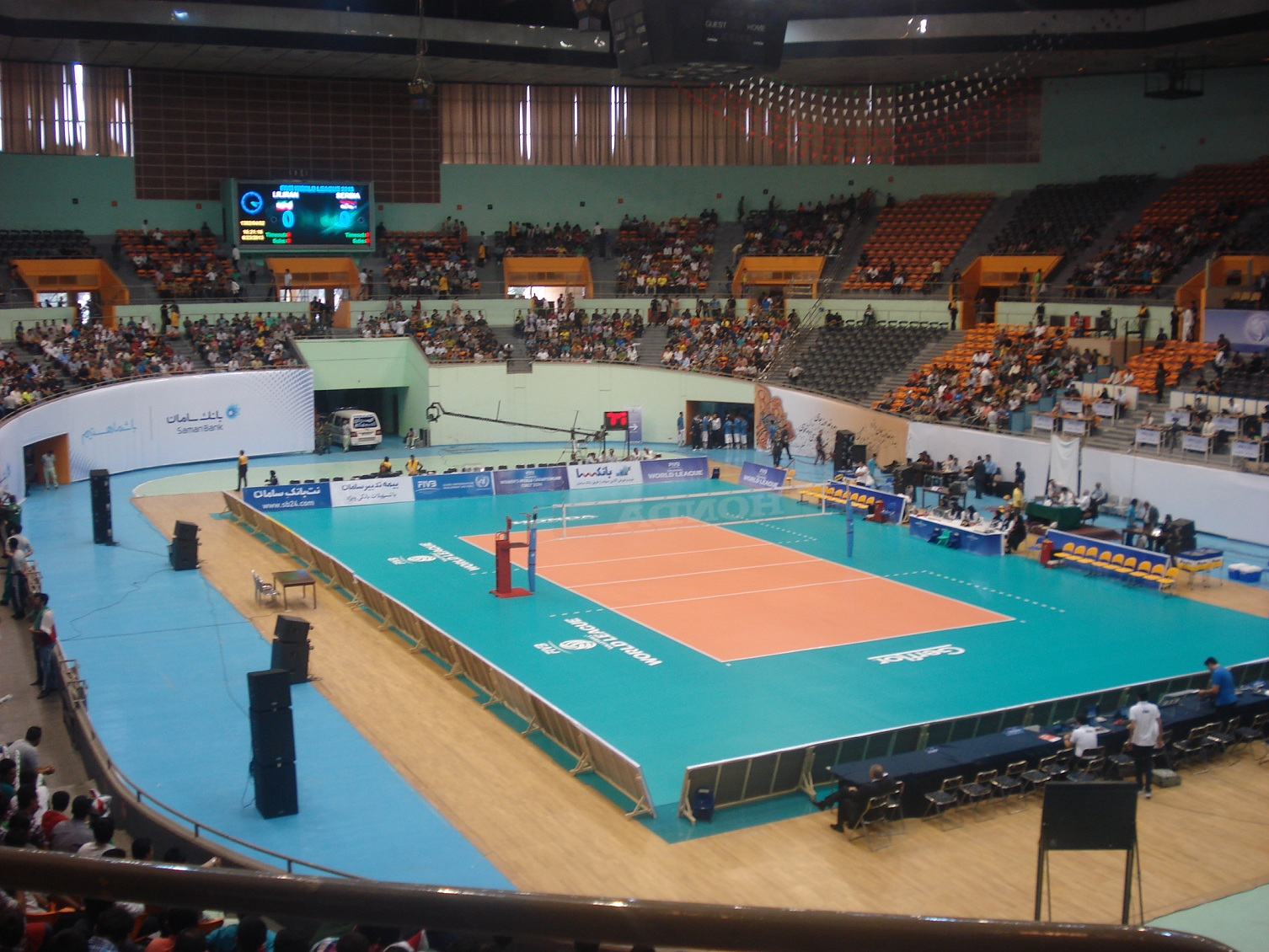
Trận đấu bóng chuyền giữa Iran và Serbia tại FIVB Volleyball World League 2013

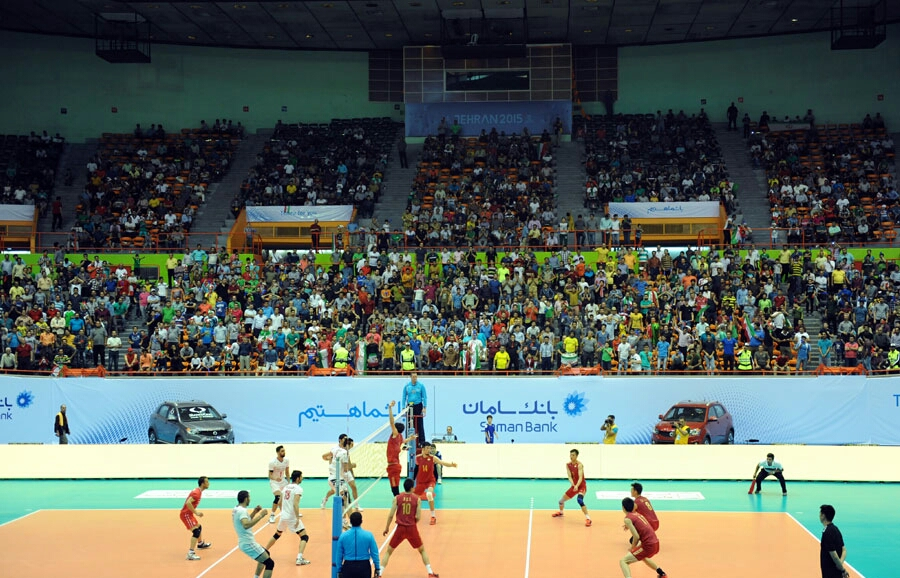
Nhà thi đấu Azadi vào tháng 8 năm 2015

Nhà thi đấu Azadi, tên chính thức là Hội trường Azadi Sức chứa 12.000 người (tiếng Ba Tư: سالن دوازده هزار نفری آزادی), là một nhà thi đấu thể thao ở Tehran, Iran. Nhà thi đấu có sức chứa 6.583 chỗ ngồi, và sức chứa của nhà thi đấu có thể lên đến 12.000 người với chỗ đứng. Nhà thi đấu này nằm trong Khu liên hợp thể thao Azadi. Nhà thi đấu được sử dụng chủ yếu cho các trận đấu bóng chuyền, đấu vật và bóng đá trong nhà, nhưng đôi khi các trận đấu bóng rổ cũng được tổ chức tại đây. Đây là sân nhà của đội tuyển bóng chuyền nam quốc gia Iran. Nhà thi đấu Azadi đã tổ chức các trận đấu của FIVB Volleyball World League và Giải vô địch đấu vật thế giới 2014.